# رباط سنگ
رباط سنگ شهری در بخش جلگه‌رخ، شهرستان تربت حیدریه، استان خراسان رضوی ایران است. این شهر در محل تلاقی جادهٔ تربت حیدریه-مشهد و جادهٔ قدیم فریمان به سمت کدکن (نیشابور) واقع شده‌است. این شهر در فاصله ۳۵ کیلومتری تربت حیدریه واقع شده‌است. این شهر در دامنه‌های شمالی رشته‌کوه کوهسرخ قرار دارد.

## جمعیت
بر پایه سرشماری عمومی نفوس و مسکن در سال ۱۳۹۵ جمعیت این شهر ۱٬۵۵۱ نفر (در ۴۵۷ خانوار) بوده‌است.